# وبیمار آنگولو موسکئرا
وبیمار آنگولو موسکئرا (اسپانیایی: Wbeimar Angulo Mosquera‎؛ ارمنی: Անգուլո Վբեյմար زادهٔ ۶ مارس ۱۹۹۲) بازیکن فوتبال کلمبیایی‌تبار اهل ارمنستان است.

## باشگاهی
از باشگاه‌هایی که در آن بازی کرده‌است می‌توان به باشگاه فوتبال گاندزاسار کاپان اشاره کرد.

## تیم ملی
وی همچنین در تیم ملی فوتبال ارمنستان بازی کرده‌است. وبیمار نخستین بازی ملی خود را در تاریخ ۵ سپتامبر ۲۰۲۰ در مقابل تیم ملی فوتبال مقدونیه شمالی انجام داد/

## آمار حرفه‌ای

### باشگاهی
تا تاریخ match played 23 اوت ۲۰۲۰
| باشگاه          | فصل          | لیگ          | لیگ    | لیگ   | جام حذفی | جام حذفی | قاره ای | قاره ای | سایر   | سایر  | مجموعاً | مجموعاً |
| باشگاه          | فصل          | دسته         | حضورها | گل ها | حضورها   | گل ها    | حضورها  | گل ها   | حضورها | گل ها | حضورها | گل‌ها   |
| --------------- | ------------ | ------------ | ------ | ----- | -------- | -------- | ------- | ------- | ------ | ----- | ------ | ------ |
| گاندزاسار کاپان | ۲۰۱۵–۱۶      | لیگ برتر     | ۲۱     | ۱     | ۴        | ۰        | –       | –       | –      | –     | ۲۵     | ۱      |
| گاندزاسار کاپان | ۲۰۱۶–۱۷      | لیگ برتر     | ۲۹     | ۰     | ۲        | ۰        | –       | –       | –      | –     | ۳۱     | ۰      |
| گاندزاسار کاپان | ۲۰۱۷–۱۸      | لیگ برتر     | ۲۶     | ۱     | ۴        | ۰        | ۲       | ۰       | –      | –     | ۳۲     | ۱      |
| گاندزاسار کاپان | ۲۰۱۸–۱۹      | لیگ برتر     | ۲۸     | ۱     | ۲        | ۰        | ۲       | ۰       | ۱      | ۰     | ۳۳     | ۱      |
| گاندزاسار کاپان | ۲۰۱۹–۲۰      | لیگ برتر     | ۱۸     | ۰     | ۳        | ۰        | –       | –       | –      | –     | ۲۱     | ۰      |
| گاندزاسار کاپان | ۲۰۲۰–۲۱      | لیگ برتر     | ۲      | ۰     | ۰        | ۰        | –       | –       | –      | –     | ۲      | ۰      |
| گاندزاسار کاپان | مجموعاً       | مجموعاً       | ۱۲۴    | ۳     | ۱۵       | ۰        | ۴       | ۰       | ۱      | ۰     | ۱۴۴    | ۳      |
| Career total    | Career total | Career total | ۱۲۴    | ۳     | ۱۵       | ۰        | ۴       | ۰       | ۱      | ۰     | ۱۴۴    | ۳      |

### بین‌المللی
تا تاریخ match played 19 نوامبر ۲۰۱۹
| National Team           | Year  | حضورها | گل‌ها |
| ----------------------- | ----- | ------ | ---- |
| تیم ملی فوتبال ارمنستان |       |        |      |
| ۲۰۲۰                    | ۲     | ۱      |      |
| Total                   | Total | ۲      | ۱    |

تا تاریخ goal scored on ۸ سپتامبر ۲۰۲۰<ref name="NFT Stats">:Scores and results list Armenia's goal tally first, score column indicates score after each Armenia goal.
| No. | تاریخ          | ورزشگاه                                          | حریف   | گل زده | نتیجه | رقابت                                 | Ref. |
| --- | -------------- | ------------------------------------------------ | ------ | ------ | ----- | ------------------------------------- | ---- |
| 1   | ۸ سپتامبر ۲۰۲۰ | ورزشگاه جمهوریت وازگن سارگسیان، ایروان، ارمنستان | استونی | ۲–۰    | ۲–۰   | 2020–21 UEFA Nations League C Group ۲ |      |